# Diploderma swinhonis
Diploderma swinhonis — вид ігуаноподібних ящірок родини агамових (Agamidae). Ендемік Тайваню. Вид названий на честь британського натураліста Роберта Свайно.

## Поширення і екологія

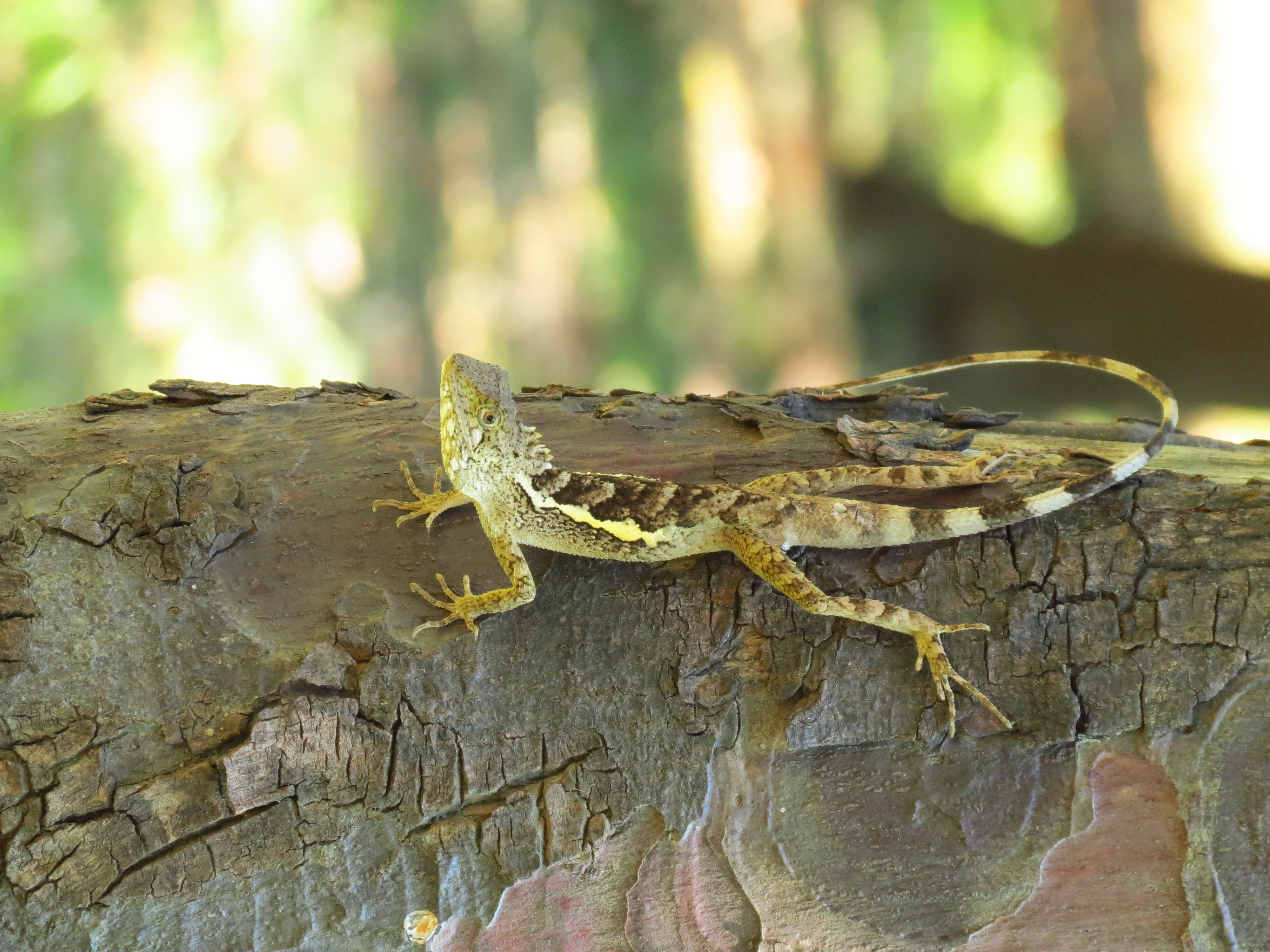
Diploderma swinhonis

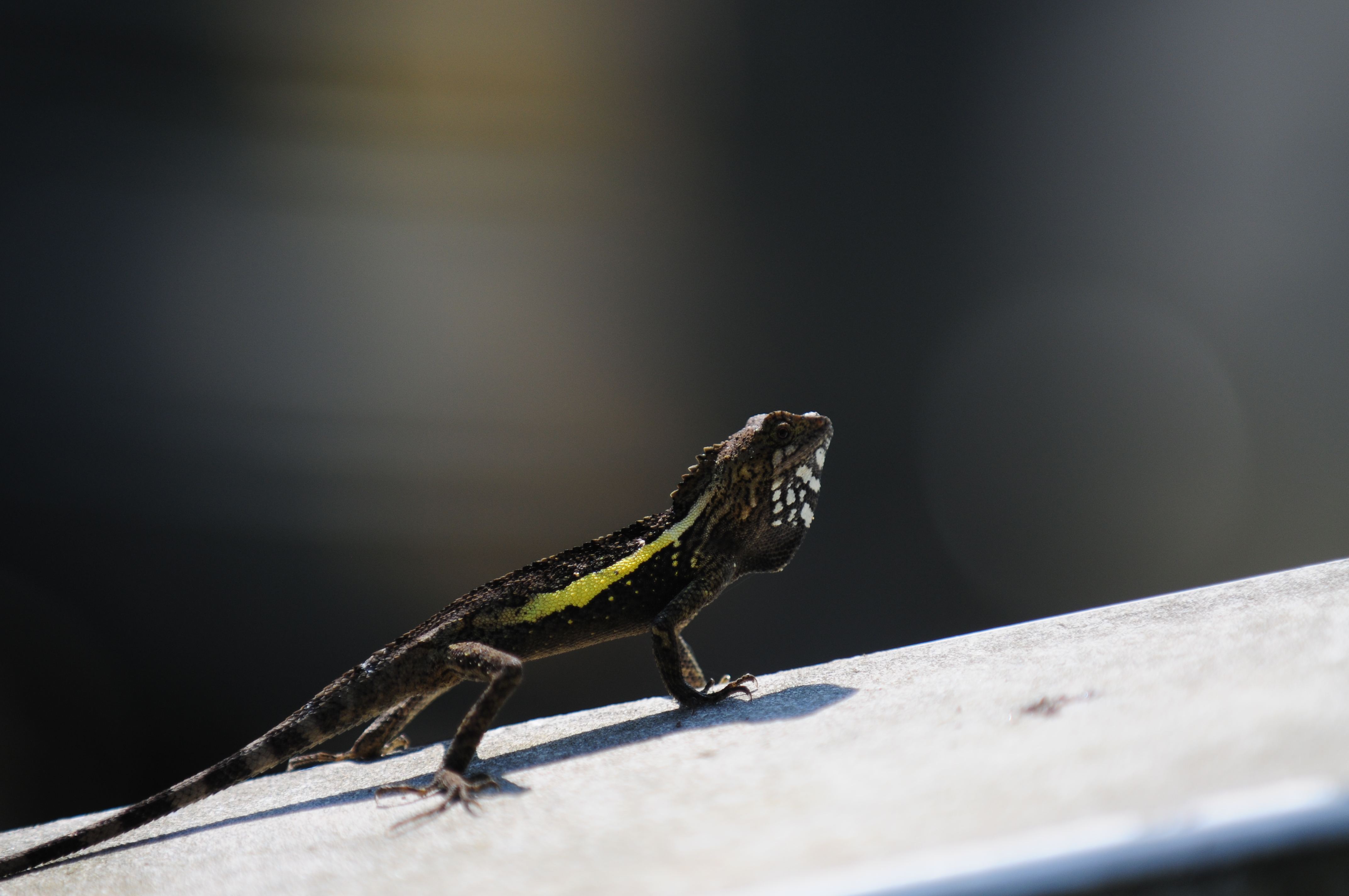
Diploderma swinhonis

Diploderma swinhonis мешкають на острові Тайвань та на сусідніх островах Ланьюй, Люйдао і Люцююй. Також вони були інтродуковані до Японії, до префектури Сідзуока на острові Хонсю, де D. swinhonis вперше були  помічені у 2006 році, та до префектури Міядзакі, де цих ящірок вперше помітили у 2016 році. D. swinhonis живуть у вторинних лісах, на узліссях, в парках і садах, поблизу людських поселень. Зустрічаються на висоті до 1500 м над рівнем моря. Ведуть денний, деревний спосіб життя, живляться дрібними безхребетними. Самці демонструють територіальну поведінку. Самці відкладають яйця двічі на рік, в кладці від 4 до 6 яєць.

## Збереження
МСОП класифікує цей вид як такий, що не потребує особливих заходів зі збереження. Diploderma swinhonis є найбільш поширеними представниками свого роду на Тайвані.